# Slavija (Belgrade)
Slavija (en serbe cyrillique : Славија) est une place et quartier de Belgrade, la capitale de la Serbie, situés en partie dans la municipalité de Vračar et en partie dans la municipalité de Savski venac.

## Localisation
La place de Slavija (Trg Slavija) se trouve à 1,5 km au sud de Terazije, souvent considérée comme le centre de Belgrade.
Le quartier de Slavija, qui s'étend autour de la place, est délimité par les quartiers de Cvetni trg au nord, de Grantovac au nord-est, d'Englezovac et Savinac au sud-est et de Zapadni Vračar à l'ouest.

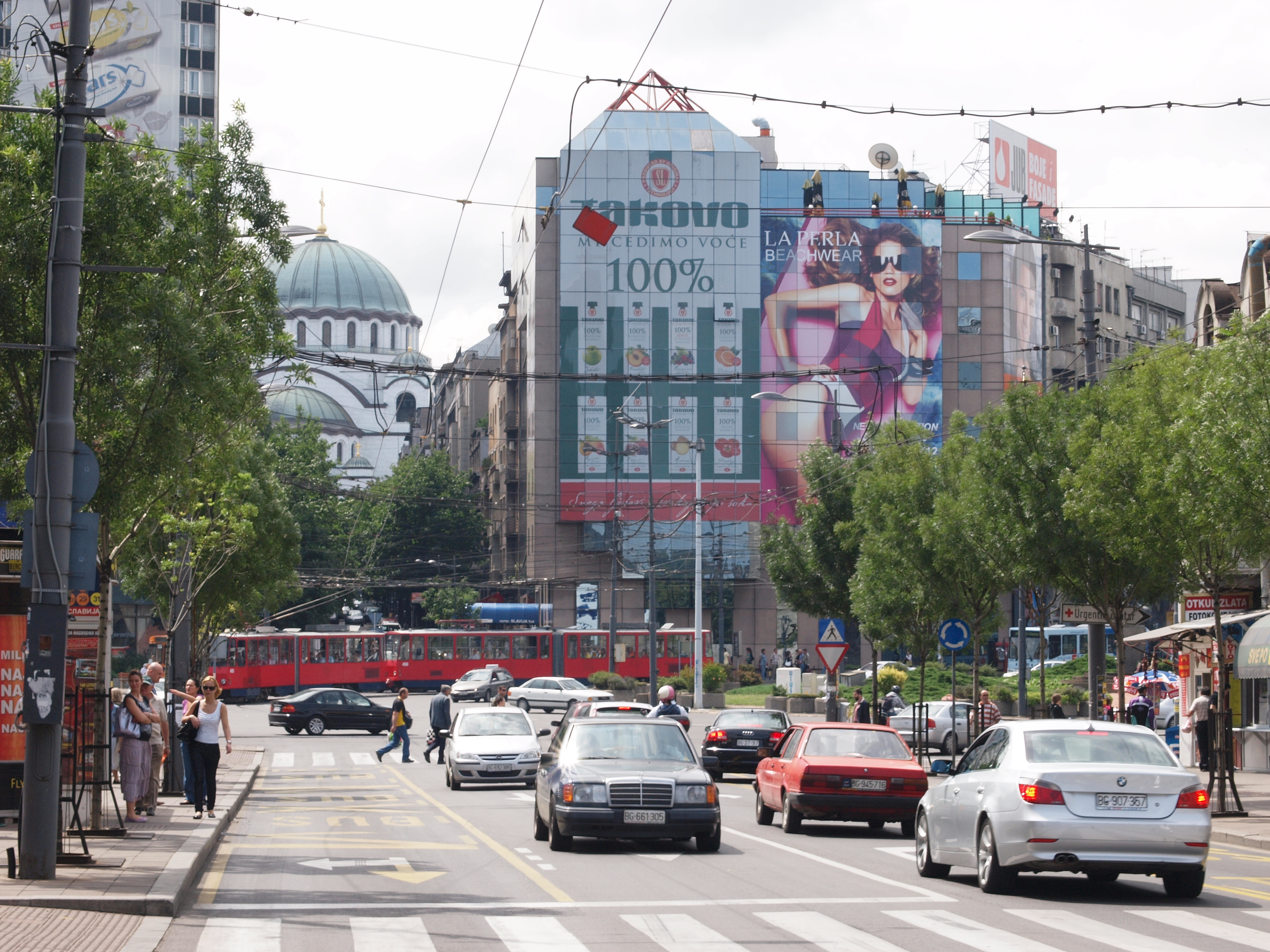
Vue de la place Slavija

## Histoire
Jusque dans les années 1880, le secteur de l'actuelle place de Slavija était occupé par un grand lac ; les Belgradois y chassaient le canard ou y allaient faire du bateau. La création de la place est liée à l'homme d'affaires écossais Francis Mackenzie, qui acheta un grand terrain qu'il vendit ensuite en parcelles ; le quartier d'Englezovac et la rue Makenzijeva doivent leur nom à cet homme d'affaires. Mackenzie se fit construire une maison à Slavija ; le Centre socialiste du peuple s'y installa en 1910 ; cette maison a aujourd'hui disparu. Sur la place se trouvaient également les cafés Tri seljaka et Rudničanin ; ils ont eux aussi disparu avant ou pendant la Seconde Guerre mondiale.
La place Slavija fut au départ conçue comme le point final d'un ambitieux programme urbanistique prévoyant une succession de places le long d'un axe conduisant de Kalemegdan à Englezovac : Studentski trg-Trg Republike-Terazije-Cvetni trg-Slavija. Avec le temps, le Studentski trg (la « Place des Étudiants ») et Terazije sont devenus des rues. De ce fait, Slavija et Trg Republike figurent parmi les rares véritables places du centre de Belgrade.

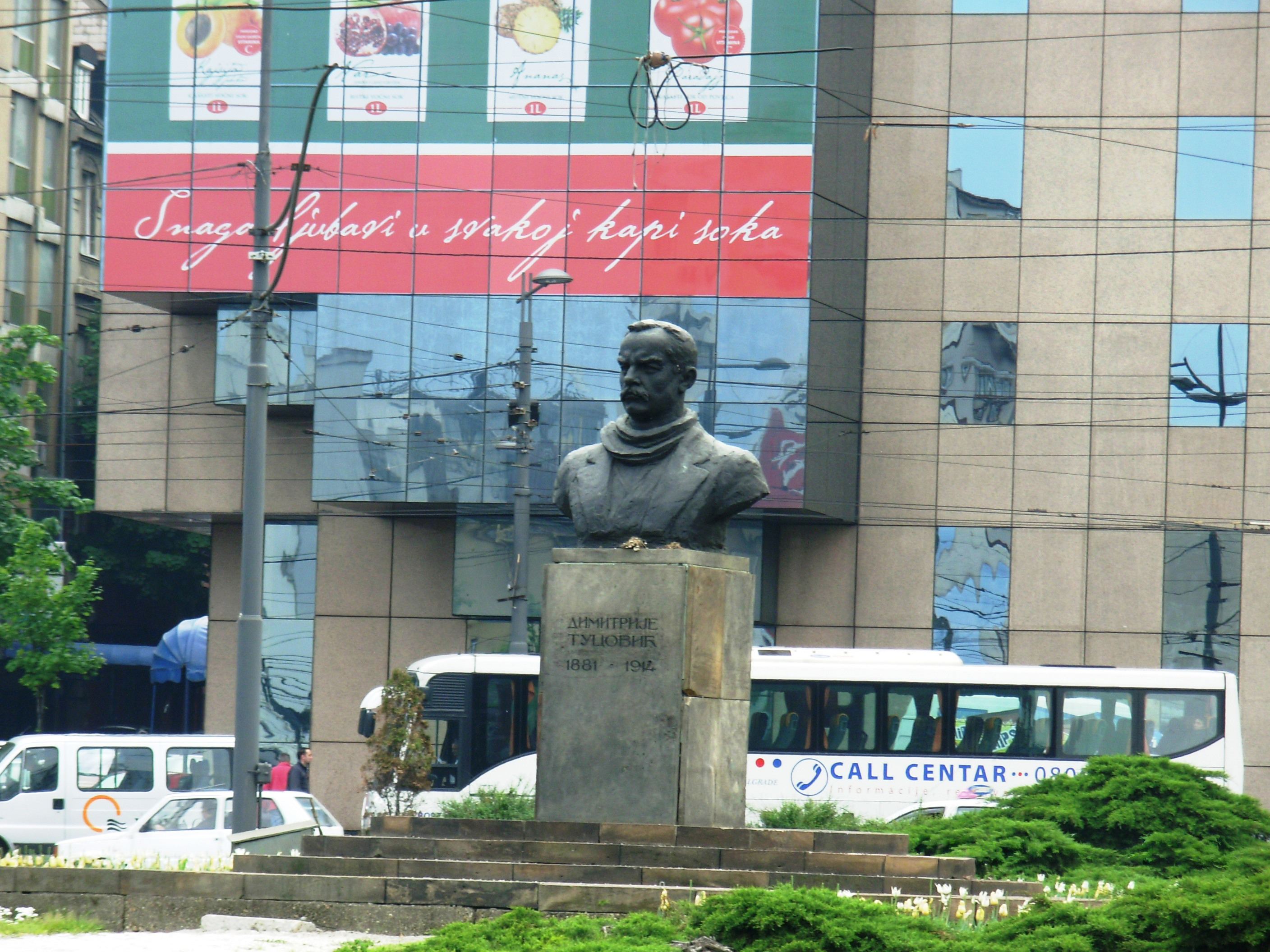
Le monument de Dimitrije Tucović

En 1947, le nouveau gouvernement communiste de la Yougoslavie fit enterrer sur la place le chef socialiste serbe Dimitrije Tucović ; un buste en bronze à son effigie y fut installé, œuvre du sculpteur Stevan Bodnarov ; en outre, la place perdit son ancien nom de Slavija (la « terre des Slaves ») et devint la Place Dimitrije Tucović. Ce nom, comme celui d'autres places ou rues rebaptisées par l'administration communiste, fut abandonné au début des années 2000.
Un hôtel du nom de Slavija fut construit sur la place en 1962 ; il est devenu un complexe hôtelier (Slavija A et Slavija B). Un hôtel ultra moderne, le Slavija Lux, y a été construit en 1989.
La place a également accueilli le premier restaurant McDonald's jamais construit en Europe de l'Est ; situé 2 rue Deligradska, il a ouvert ses portes le 24 mars 1988 ; il reste toujours en activité.

## Architecture
En raison de nombreux changements dans la structure architecturale et dans le tissu urbain du quartier, Slavija est souvent considéré comme un quartier laid et manquant d'unité. Ce sentiment a donné naissance à une légende urbaine particulièrement populaire dans la ville, celle de la malédiction de la Mitićeva rupa, le « trou de Mitić ». Un des plus riches Belgradois d'avant la Seconde Guerre mondiale, Vlada Mitić, acheta un terrain sur Slavija pour y construire le plus grand magasin des Balkans. La guerre interrompit la réalisation du projet. Avec l'arrivée au pouvoir des communistes, Vlada Mitić fut emprisonné et ses biens furent confisqués, y compris le terrain qu'il possédait à Slavija, à l'angle des rues Kralja Milana et Beogradska, ainsi que l'argent prévu pour la construction du grand magasin. De 1946 à 1980, pas moins de 26 projets virent le jour pour utiliser le terrain mais aucun d'entre eux ne fut réalisé. Le maire de Belgrade, Bogdan Bogdanović, décida d'installer un grand cadran solaire sur la place. Au début des années 1990, la Dafiment banka, un instrument privilégié des ventes pyramidales du régime de Slobodan Milošević, acheta le terrain et annonça la construction d'un gigantesque centre commercial mais la vente échoua et le terrain, entouré d'une barrière, devint un dépotoir. Après le changement de régime en 2000, le secteur fut nettoyé et un parc provisoire y fut créé. En revanche, depuis, tous les projets élaborés ont échoué. Pour cette raison, les Belgradois considèrent que le « trou » est victime d'une malédiction.
À l'emplacement de la maison de Francis Mackenzie fut construit un cinéma appelé Slavija, allant de la rue Beogradska à la rue Prote Mateje. Pendant quelques décennies, il fut un des symboles de la ville de Belgrade. Il fut démoli au début des années 1990 mais, comme pour le trou de Mitić, aucun des projets envisagés n'a été réalisé. En attendant, le terrain est devenu un parking.
Trois hôtels se trouvent sur Slavija : le Slavija A, entre les rues Makenzijeva et Svetog Save, sur la place elle-même, le Slavija B, situé entre ces deux rues, juste derrière le Slavija A avec lequel il forme un complexe unique et le Slavija Lux, en face de ces deux vieux hôtels, entre la rue Svetog Save et le Bulevar oslobođenja, le « Boulevard de la Libération ». Le vieil hôtel Slavija a été construit en 1962, dans un style typique du réalisme socialiste soviétique. En revanche, le Slavija Lux est un bâtiment moderne en marbre et en verre.
La construction du nouveau bâtiment de la Banque Nationale de Serbie a commencé au début des années 1990. L'édifice est situé un peu à l'écart de la place, mais sa taille le rend visible depuis bien des endroits à Belgrade. Des problèmes financiers ont retardé l'achèvement du bâtiment, par ailleurs jugé trop massif pour le quartier par de nombreux Belgradois. Néanmoins, cette grande structure en verre a été achevée en 2006.

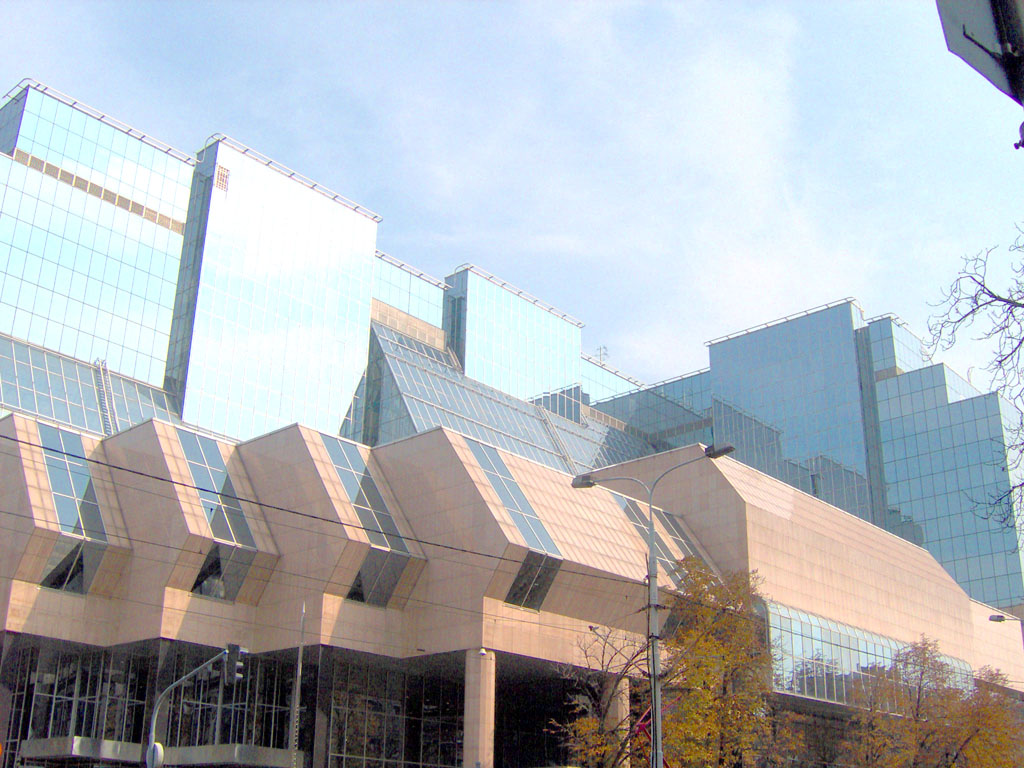
Le nouveau bâtiment de la Banque nationale de Serbie

## Circulation et transports
Slavija constitue un nœud pour la circulation automobile et les transports belgradois, à l'intersection de nombreuses lignes d'autobus, de trolleybus et de tramways. La place est souvent le lieu d'importants embouteillages.
L'importance de Slavia dans la circulation urbaine est liée au fait que huit artères viennent y aboutir : le Bulevar oslobođenja (« Boulevard de la Libération »), qui traverse la colline de Vračar et relie Slavija et à l'échangeur d'Autokomanda, la rue Svetog Save, qui gravit la colline de Vračar et aboutit à l'église Saint-Sava, la rue Makenzijeva, qui relie Slavija au quartier de Čubura, la rue Prote Mateje, qui la relie à la plus longue artère de Belgrade, le Bulevar kralja Aleksandra (le « Boulevard du roi Alexandre »), la rue Beogradska, qui la relie également au boulevard du roi Alexandre, au quartier de Tašmajdan et, au-delà, à Palilula, la rue Kralja Milana, une des rues principales de Belgrade, qui traverse Terazije et conduit, au-delà, à la Place de la République et au quartier de Kalemegdan, la rue Nemanjina, qui relie Slavija aux gares routière et ferroviaire et aux rives de la Save et la rue Deligradska, qui la relie au Centre clinique de Serbie (en serbe : Klinički centar Srbije), le plus grand centre hospitalier de la capitale serbe.

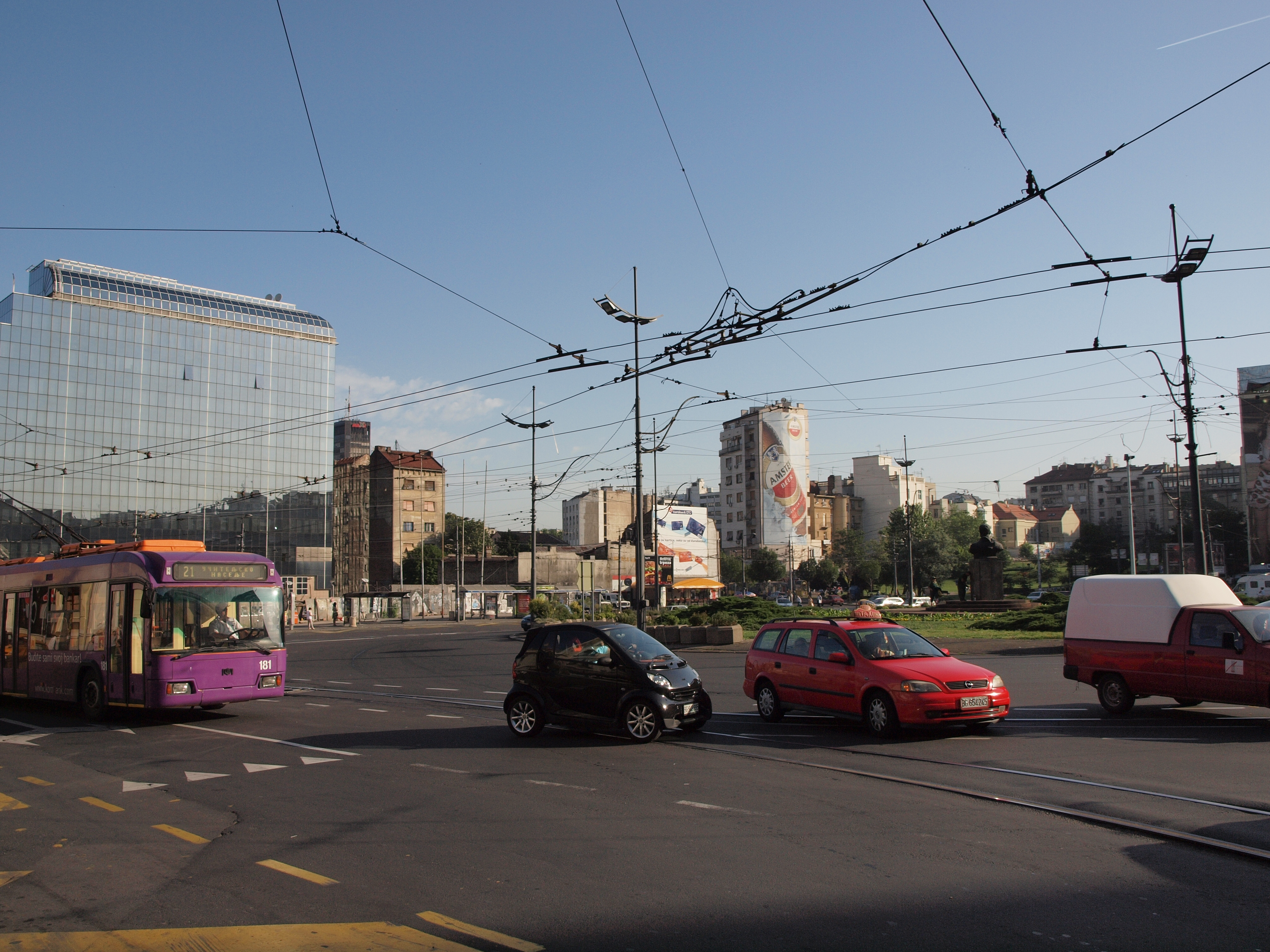
La circulation sur la place de Slavija

De très nombreuses lignes de la compagnie GSP Beograd passent par la place de Slavija ou y ont leur terminus, dont les lignes d'autobus 30 (Slavija – Medaković II), 31 (Studentski trg – Konjarnik), 33 (Pančevački most – Kumodraž), 39 (Slavija – Kumodraž I), 42 (Slavija– Banjica – Petlovo brdo), 47 (Slavija – Resnik), 48 (Pančevački most– Miljakovac II), 59 (Slavija – Petlovo brdo), 78 (Banjica II – Zemun Novi Grad), 83 (Crveni krst – Zemun Bačka). La place est également desservie par les lignes de minibus E1 (Ustanička – Blok 45) et E7 (Pančevački most - Petlovo brdo).
Plusieurs lignes de tramway circulent sur la place : lignes 10 (Kalemegdan – Banjica), 12 (Omladinski stadion - Banovo brdo) et 14 (Ustanička - Banjica). On peut aussi y emprunter le trolleybus 29 (Studentski trg - Medaković III), le 19 (Studentski trg - Konjarnik), le 21 (Studentski trg – Učiteljsko naselje), le 22 (Studentski trg - Kruševačka) et le 22L (Studentski trg – Slavija).